# Jerzy II Ghisi
Jerzy II Ghisi (włos. Giorgio Ghisi, zm. 1344/1345 lub 1352) – piąty wenecki władca Tinos i Mykonos w latach 1341 do około 1344/1345 lub 1352 roku, Pan połowy Teb w latach 1327-1341.

## Życiorys
Był synem Bartłomieja II Ghisi. W 1326/1327 poślubił Simonę, córkę Alfonsa Fadrique, namiestnika Księstwa Aten (1316–1330). Dzięki temu jego syn i następca stał się Panem połowy Teb. Na prośbę papieża Klemensa VI wziął udział w krucjacie na Smyrnę. Prawdopodobnie zginął walkach z Turkami tak jak inni uczestnicy wyprawy. Jego następcą był syn Bartłomiej III Ghisi.